# Flabellinopsis iodinea
Flabellinopsis
Genre
Espèce
Synonymes
- Aeolis iodinea J. G. Cooper, 1863[1]
- Flabellina iodinea (J. G. Cooper, 1863)[1] [2]

Flabellinopsis iodinea, unique représentant du genre Flabellinopsis, est une espèce de mollusques nudibranches de la famille des Flabellinopsidae.

## Systématique
L'espèce Flabellinopsis iodinea a été initialement décrite en 1863 par le chirurgien et naturaliste américain James Graham Cooper (1830-1902) sous le protonyme d’Aeolis iodinea,.
Le malacologiste américain Frank Mace MacFarland (d) (1869-1951) crée le genre Flabellinopsis pour l'y ranger sous le taxon actuel. À noter que ce n'est que 15 ans après sa mort qu'a été publié son mémoire et que c'est la date de 1966 qui est reconnue.

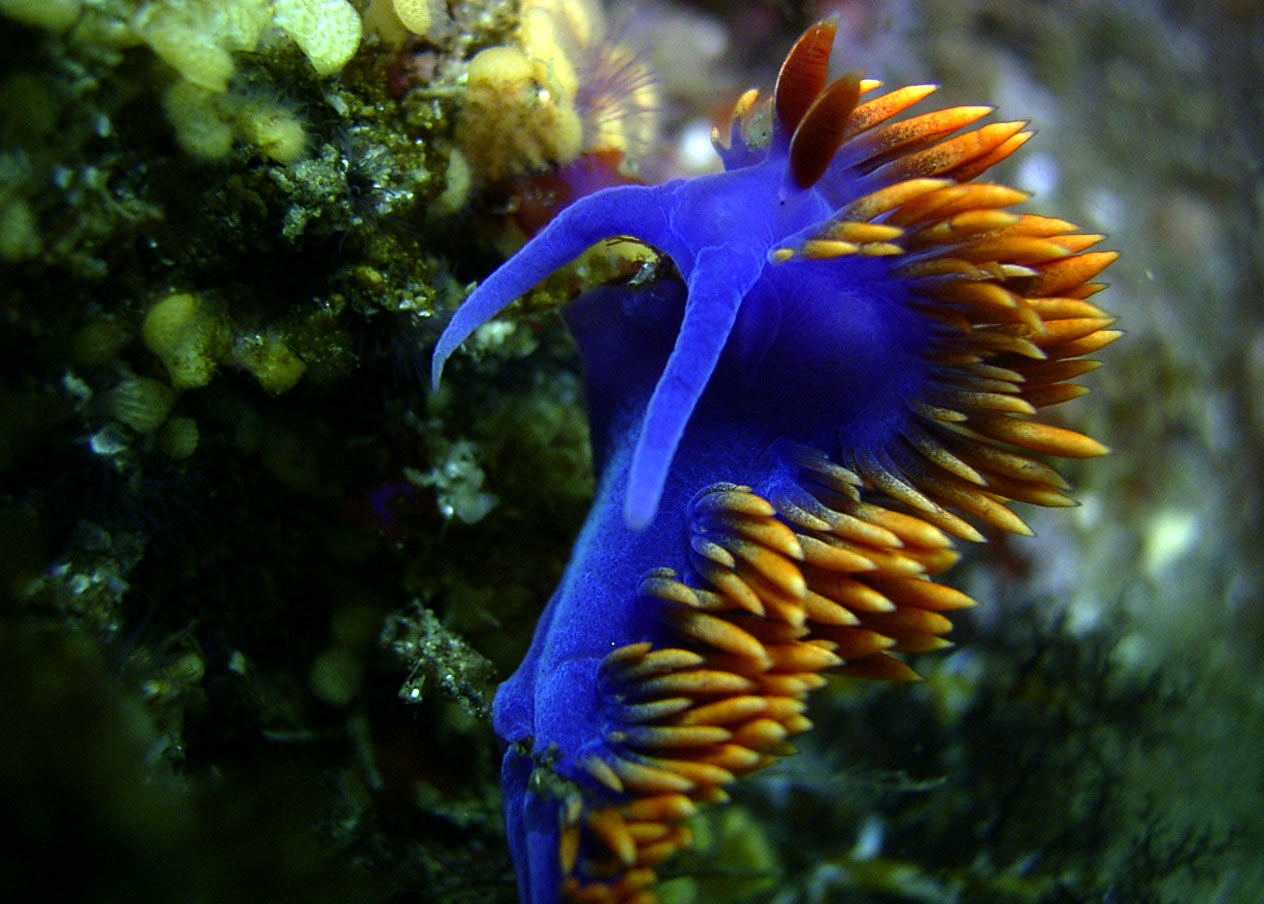
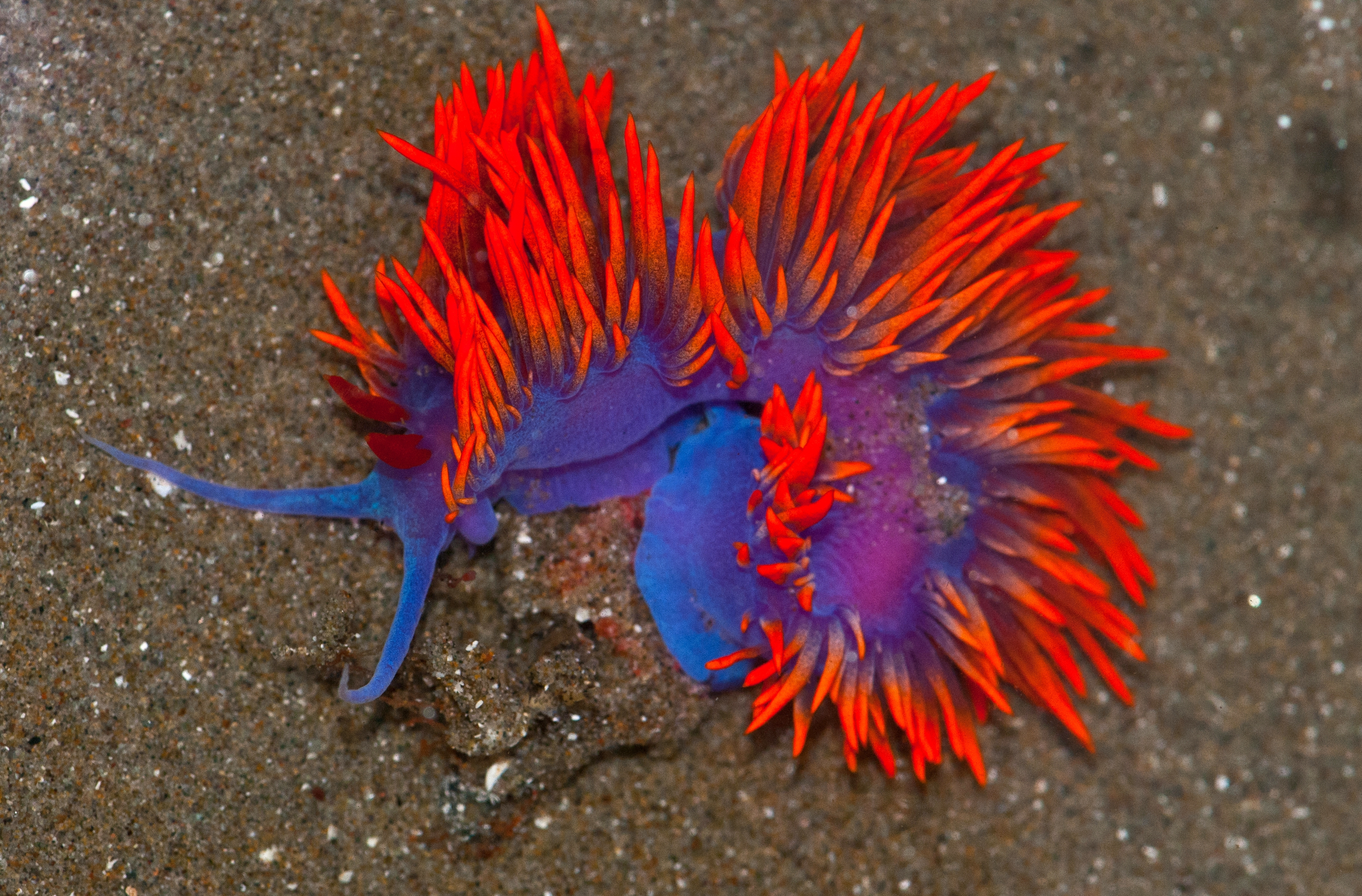
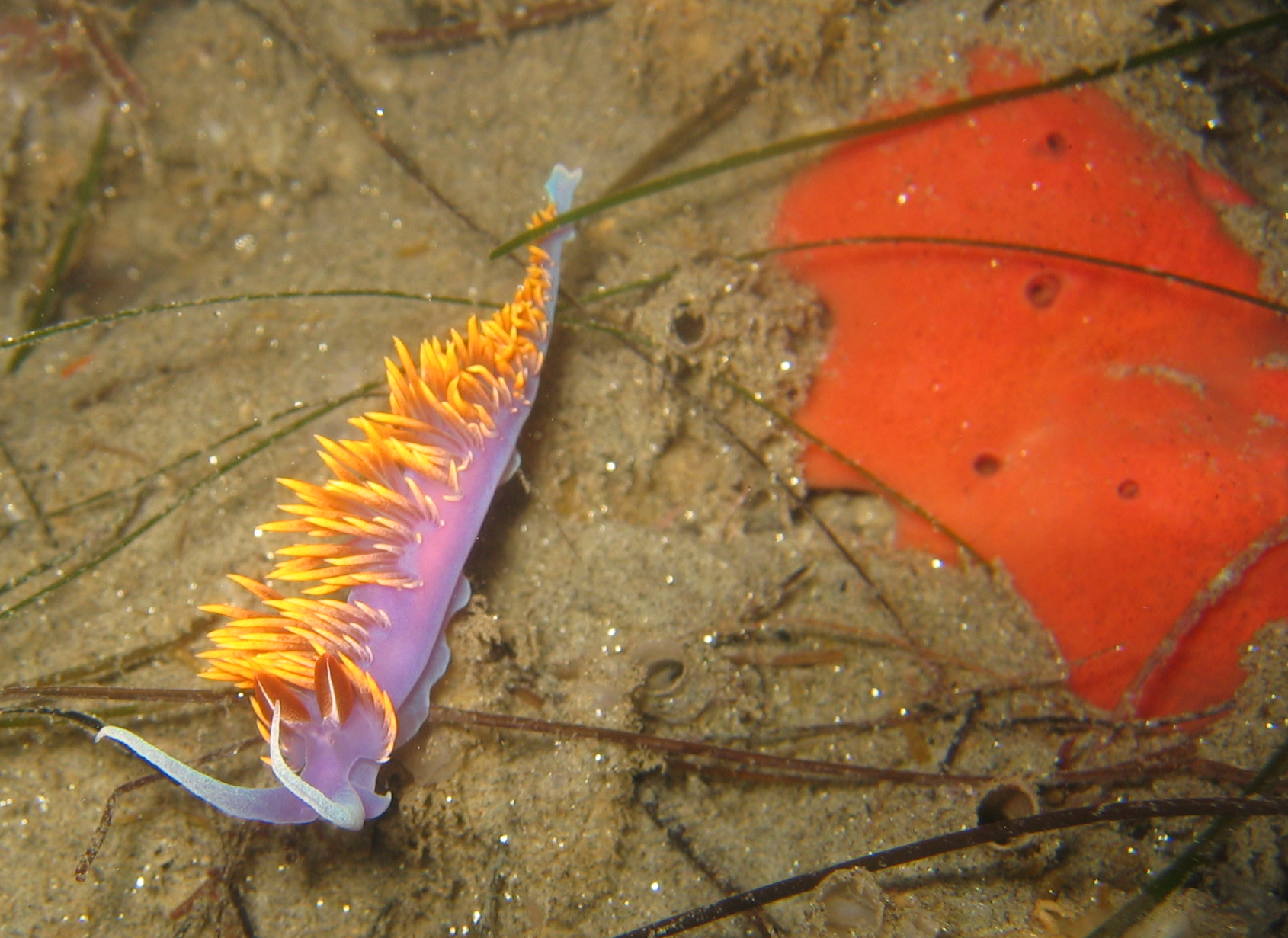

## Publication originale
- Genre Flabellinopsis :
  - (en) Frank Mace MacFarland, « Studies of opisthobranchiate mollusks of the Pacific coast of North America », Memoirs of the California Academy of Sciences, San Francisco, Inconnu, vol. 6,‎ 8 avril 1966, p. 1-546 (ISSN 0885-4629, OCLC 1552526, lire en ligne).
- Espèce Flabellinopsis iodinea (sous le taxon Aeolis iodinea) :
  - (en) J. G. Cooper, « On some new genera and species of California Mollusca », Proceedings of the California Academy of Science, San Francisco, Inconnu, vol. 2,‎ 1863, p. 202–205, 207 (ISSN 0068-547X, OCLC 2255608, lire en ligne).